# Most zakochanych (Sofia)
Most zakochanych (bułg. Мост на влюбените), także most westchnień – wiadukt dla pieszych w Bułgarii, w Sofii, nad bulwarem Bułgaria, w pobliżu Narodowego Pałacu Kultury, blisko bulwaru Fridtjof Wedel-Jarlsberg Nansen i Czerni Wrych.
Jest to wiadukt żelbetonowy. Podtrzymuje go belka ciągła.
Wiadukt ten został tak nazwany prawdopodobnie dlatego, że młode pary często wykorzystywały go jako miejsce spotkań. Niedaleko znajduje się restauracja McDonald’s.
Na wiadukcie okazjonalnie organizuje się imprezy społeczne, takie jak wystawy „Ziemia z góry” francuskiego fotografa Yanna Arthus-Bertrand.